# Coats Group
Coats Group plc este o companie multinațională britanică cu origini germane. Este cel mai mare producător și distribuitor de ață de cusut și consumabile din lume și al doilea cel mai mare producător de fermoare și elemente de fixare, după YKK Group, companie japoneză. 
Este cel mai mare producător mondial de fire de cusut și ace, al doilea cel mai mare producător de fermoare și unul dintre cei mai mari producători de accesorii, precum ace de cusut și de tricotat.  Companie este listată la Bursa de Valori din Londra și este o componentă a indicelui FTSE 250 . Compania deține fabrici în mai mult de 65 de țări și are aproximativ 22.000 de angajați.
În anul 2001, Coats deținea o cotă de piață de circa 22% din producția mondială de țesături. Produsele sale sunt utilizate pentru confecționarea de îmbrăcăminte, încălțăminte și huse pentru automobile. Vânzările în 2013 au fost de 1,1 miliarde de lire sterline la nivel mondial și de 74 de milioane de lire sterline în Germania. 

## Istoria companiei
James și Patrick Clark au început în anul 1755 o afacere cu echipamente de țesut și producție de fire de mătase în localitatea Paisley, Scoția. În 1806, Patrick Clark a inventat o modalitate de a răsuci bumbacul pentru a înlocui mătasea, care devenise prohibitivă din cauza blocadei franceze efectuate asupra Marii Britanii. Patrick a înființat prima fabrică pentru fabricarea firului de bumbac în anul 1812. Familia Clarck a început în 1864 să producă în fabricile lor din Newark, New Jersey din SUA sub numele de Clark Thread Co.

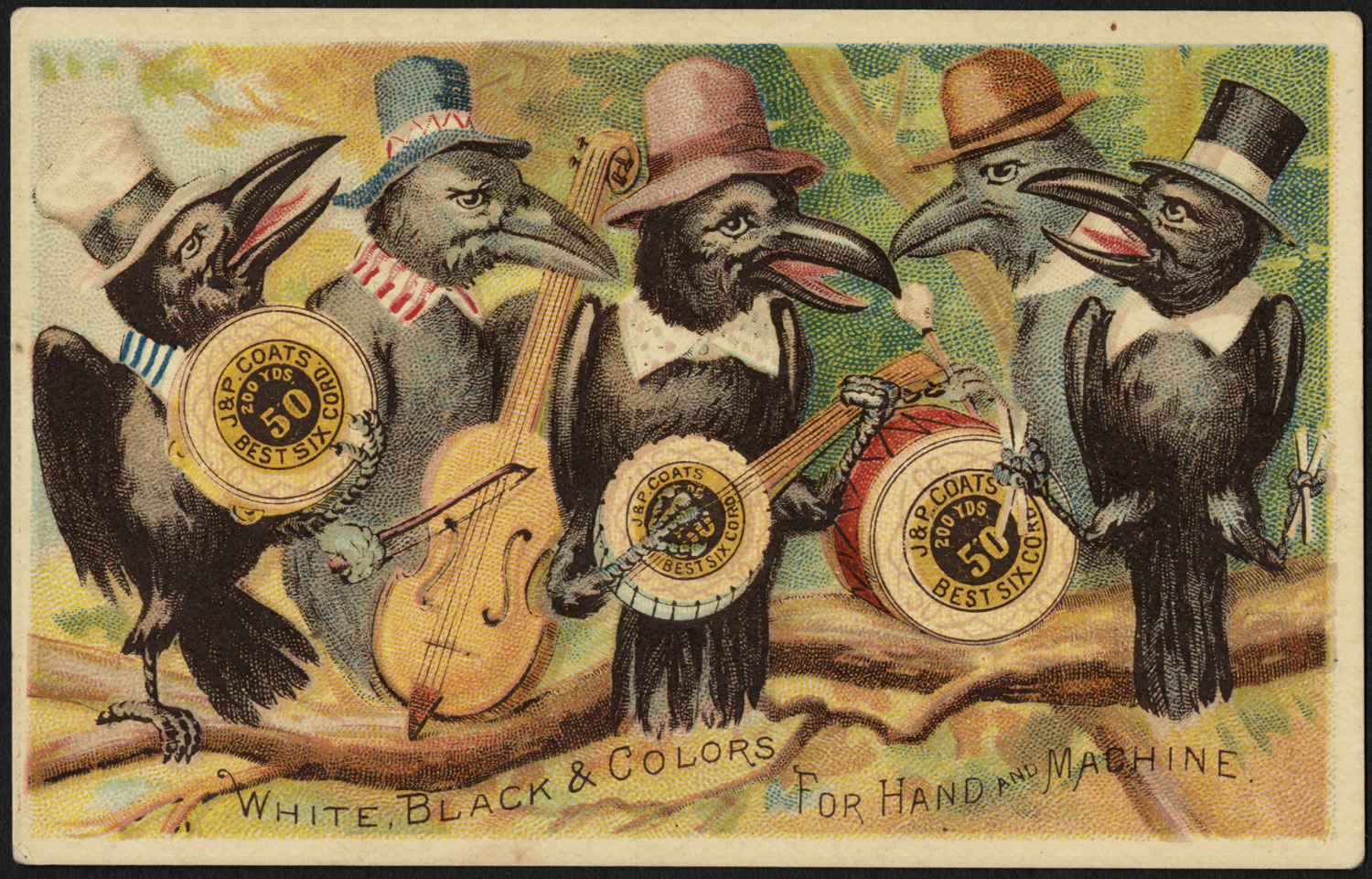
Reclamă cromolitografică din 1887 pentru J & P. Coats Cel mai bun fir de șase cabluri

În 1802, James Coats a înființat o afacere în același domeniu, tot în Paisley. În 1826 a deschis o fabrică de bumbac la Ferguslie pentru a-și produce propriul fir de bumbac și, când s-a pensionat în 1830, fiii săi, James & Peter, au înființat o companie cu numele de J. & P. Coats. Firma sa extins la nivel internațional, în special în Statele Unite. În 1890, Coats s-a listat la Bursa de Valori din Londra, cu o bază de capital de 5,7 milioane de lire sterline.
În 1952, J. & P. Coats și Clark Thread Co. au fuzionat pentru a deveni Coats & Clark's. În 1961, o fuziune dintre Patons și Baldwins a creat Coats Patons. În 1986, o fuziune cu Vantona Viyella a creat Coats Viyella, pentru ca în anul 2003, Guinness Peat a cumpărat Coats și în 2015 afacerea a revenit pe piață sub numele de „Coats Group”.

## Locații în Germania
- Herbolzheim, fire de cusut, crosetat, brodat pentru comert;
- Bräunlingen, vânzări; service-ul de vopsitorie, producția industrială de ață de cusut, depozitul și transportul ai fost relocate în Ungaria în 2015;
- Salach, fire de tricotat manual;
- Hamburg, en-gros;
- Westrhauderfehn, fermoare pentru comerț și industrie.

În Austria, compania a operat între 1923 și 1991 sub compania Harlander Coats din St. Pölten în calitate de proprietar. În 2015, Coats Group a vândut divizia europeană de artizanat investitorului german Aurelius.

## Coats în România
Grupul Coats a reintrat pe piața românească în anul 1995 și deține o fabrică de ață de cusut industrială și fermoare la Odorheiu Secuiesc, în care a investit peste 15 milioane de euro.
Coats România a raportat în 2005 o cifră de afaceri de 7,8 milioane euro.

## Controverse
În 2007, Coats a fost amendată cu 110 milioane EURO de către Comisia Europeană pentru participarea la carteluri cu Prym, YKK și alte companii pentru a fixa și a manipula prețurile fermoarelor și altor elemente de fixare, precum și ale mașinilor necesare pentru a le realiza. Unul dintre carteluri a funcționat timp de douăzeci și unu de ani. Un recurs din 2012 la Tribunalul Uniunii Europene a fost respins, iar amenda a fost menținută.